# Turpeinen (sjö i Taivalkoski, Norra Österbotten, Finland)
Turpeinen eller Turpeisenjärvi är en sjö i Finland. Den ligger i kommunen Taivalkoski i landskapet Norra Österbotten, i den nordöstra delen av landet, 600 km norr om huvudstaden Helsingfors. Turpeinen ligger 224 meter över havet. Arean är 2,26 kvadratkilometer och strandlinjen är 15,2 kilometer lång. Sjön  ingår i Ijo älvs huvudavrinningsområde. 